# Brindisi (incrociatore ausiliario)
Il Brindisi è stato un incrociatore ausiliario della Regia Marina, già motonave passeggeri italiana.

## Storia

Il Brindisi fotografato subito dopo il varo, il 15 giugno 1931.

Costruita tra il dicembre 1930 ed il luglio 1931 nei Cantieri Riuniti dell'Adriatico di Monfalcone unitamente alle gemelle Adriatico, Barletta, Brioni, Zara, Lero e Monte Gargano, l'unità era originariamente una motonave passeggeri da 1976,28 tonnellate di stazza lorda e 1073,73 tonnellate di stazza netta. Quattro stive della capienza di 1722 metri cubi permettevano una portata lorda di 1231 tonnellate, mentre nelle cabine potevano trovare posto in tutto 72 passeggeri (per altre fonti 68, ovvero 22 in prima classe, 24 in seconda e 22 in terza). Due motori Diesel FIAT, della potenza complessiva di 3300 HP (altre fonti 2200 o 2800), consumando 11,5 tonnellate di carburante al giorno, azionavano due eliche, consentendo una velocità di 14,5 (per altre fonti 15,8) nodi.

Iscritta con matricola 52 al Compartimento marittimo di Bari, la nave apparteneva inizialmente alla Puglia Società anonima di navigazione a vapore (con sede a Bari), che la utilizzò sulla linea Venezia-Trieste-Pola-Lussinpiccolo-Zara-Sebenico-Spalato-Gravosa-Cattaro-Antivari-San Giovanni di Medua-Durazzo-Valona-Brindisi-Monopoli-Bari-Molfetta-Barletta-Bari-Durazzo Navigazione. 

La nave in servizio civile.

Dopo pochi mesi di servizio, il 25 dicembre 1931, la Brindisi s'incagliò nei pressi di Pasman riportando comunque solo danni lievi, e potendo essere agevolmente disincagliata dalla Ditta Tripcovich. Il 21 marzo 1932 la società Puglia confluì, insieme ad alcune altre compagnie di navigazione adriatiche, nella Società di Navigazione San Marco, con sede a Venezia, che il 4 aprile di quello stesso anno divenne Compagnia Adriatica di Navigazione. La società avrebbe poi definitivamente cambiato nome, il 1º gennaio 1937, in Adriatica Società Anonima di Navigazione. La Brindisi seguì quindi tali mutamenti di proprietario, entrando infine a far parte della flotta dell'Adriatica.
Utilizzata sulla linea n. 42 (dal Venezia alla Dalmazia ed all'Albania), l'unità, dopo il 1937, venne spesso impiegata anche su altre rotte, in sostituzione di altre navi che si trovavano ai lavori.

La Brindisi in navigazione con i colori dell’Adriatica.

Il 20 maggio 1940, poche settimane prima dell'ingresso dell'Italia nella seconda guerra mondiale, la motonave venne posta in disarmo a Bari e quindi sottoposta a lavori di conversione in incrociatore ausiliario, imbarcando un armamento composto da due cannoni da 102/45 Mod. 1917 e quattro mitragliere da 13,2 mm, nonché di attrezzature per la posa di 60 mine. Requisita ufficialmente dalla Regia Marina il 16 giugno 1940, a Brindisi, sua città eponima, la nave venne iscritta nel ruolo del Naviglio ausiliario dello Stato il giorno stesso, con contrassegno D 15, e l'equipaggio venne militarizzato.
A partire dal 6 dicembre 1940 il Brindisi venne adibito a compiti di scorta ai convogli tra l'Italia e l'Albania, partecipando, il 24 dicembre 1940, alle operazioni di soccorso al piroscafo Firenze, silurato ed affondato dal sommergibile greco Papanikolis durante la navigazione in convoglio da Bari a Valona, con la perdita di 93 dei 996 uomini imbarcati. Nel marzo 1941 la nave venne inviata in Libia, partecipando alla posa di alcuni campi minati al largo di Tripoli. Successivamente l'unità venne nuovamente trasferita sulle rotte verso la Grecia e l'Albania, ancora con funzioni di scorta.

Il Brindisi dopo la trasformazione in incrociatore ausiliario.

Il 20 maggio 1941 la nave salpò da Brindisi per scortare a Patrasso, insieme all'anziano cacciatorpediniere Carlo Mirabello, i mercantili Annarella e Laura C. e le navi cisterna Strombo ed Anna C.. Alle 5.40 del mattino del 21 maggio il Mirabello avvistò l'esplosione della cannoniera Matteucci, saltata su una mina posata dal posamine HMS Abdiel al largo di Capo Dukato (Isola Santa Maura, nell'arcipelago delle Ionie) e si avvicinò per prestare soccorso, ma urtò a sua volta una mina, perdendo la prua: dopo inutili tentativi di salvare la nave, l'equipaggio la dovette autoaffondare alle 11.45 dello stesso giorno. Il Brindisi recuperò 63 uomini del Mirabello, mentre altri raggiunsero la riva a nuoto o vennero raccolti da altre unità.
Il 9 gennaio 1942 la motonave lasciò Brindisi diretta a Patrasso, di scorta al piroscafo Fedora. Tra le 3.55 e le quattro del mattino del 10 gennaio il convoglio venne attaccato dal sommergibile britannico Thrasher con il lancio di quattro siluri, due dei quali centrarono il Fedora in posizione 39°00' N e 19°58' E. Irrimediabilmente danneggiata, la nave affondò alle 5.40, dopo oltre un'ora e mezza di agonia, a 35 miglia per 312° (a nordovest) da Capo Dukato (Isola di Santa Maura, nelle Isole Ionie).
Il 4 marzo 1942 l'incrociatore ausiliario venne dislocato al Pireo, per scortare i convogli diretti a Creta, venendo poi trasferito a Brindisi negli ultimi giorni di maggio.

Un’altra immagine del Brindisi in veste di incrociatore ausiliario.

Sottoposta a lavori a partire dal luglio 1942, la nave tornò in servizio il 12 novembre 1942, assegnata alle scorte per i convogli diretti in Tunisia. Il 29 novembre 1942, alle 16.30, l'incrociatore ausiliario lasciò Biserta diretto a La Spezia, insieme alla torpediniera Climene e di scorta alla motonave Città di Tunisi. Nel primo tratto della navigazione si aggregò alla scorta anche la motosilurante MS 34. Alle 22.10 dello stesso 29 novembre il sommergibile HMS Seraph attaccò il convoglio a 60 miglia per 155° (a sud/sudest) di Capo Carbonara e ad una trentina di miglia da Marettimo, lanciando due siluri contro il Brindisi, che venne mancato di stretta misura.
A partire dal dicembre 1942 il Brindisi tornò sulle rotte del Levante (Grecia ed Albania).
Partito da Bari alla volta di Cattaro alle 21.35 del 6 agosto 1943 al comando di Loris Greco e di scorta, insieme alla vecchia torpediniera Rosolino Pilo, al trasporto truppe Italia (una volta a Cattaro l'incrociatore ausiliario avrebbe dovuto esso stesso imbarcare truppe e rifornimenti da trasportare poi a Teodo), il Brindisi venne attaccato 7-8 miglia a nordest di Bari (in posizione 41° 11' N e 16° 56' E) dal sommergibile britannico Uproar, che gli lanciò tre siluri, uno dei quali, alle 22.05 (per altra fonte 22.30), andò a segno in corrispondenza della stiva numero 2. Lo scoppio uccise dieci uomini ed aprì un grosso squarcio nello scafo, immobilizzando la nave. In via di rapido allagamento e con le macchine principali fuori uso, il Brindisi iniziò rapidamente ad appopparsi, sino a ritrovarsi in breve con la poppa sommersa sino al ponte di coperta. L'equipaggio abbandonò per intero la nave sulle scialuppe – che poterono essere tutte calate grazie al mare calmo – eccetto il comandante Greco ed altri due uomini, rimasti a bordo per salvare o distruggere i cifrari, mentre il Brindisi veniva preso a rimorchio e si cercava di trainarlo in salvo. Il tentativo di salvare la nave fallì dopo alcune miglia percorse a rimorchio: circa un'ora dopo il siluramento, alle 23.05, una paratia cedette (il suono venne avvertito chiaramente dai naufraghi) e la nave, abbandonata dai tre uomini rimasti a bordo, che dovettero gettarsi in mare, affondò nel giro di qualche minuto, a circa due miglia dal faro di San Cataldo. Eccezion fatta per le dieci vittime dell'esplosione del siluro, l'intero equipaggio poté essere salvato dai mezzi giunti sul posto.
Il relitto del Brindisi è stato individuato al largo di Bari dalla nave idrografica Ammiraglio Magnaghi, durante una campagna idrografica effettuata nell'autunno del 2011.